# Thereus guadala
Thereus guadala är en fjärilsart som beskrevs av William Schaus 1902. Thereus guadala ingår i släktet Thereus och familjen juvelvingar. Inga underarter finns listade i Catalogue of Life.